# Большая ястребиная кукушка
Большая ястребиная кукушка (лат. Hierococcyx sparverioides) — вид птиц семейства кукушковых.

## Распространение
Она встречается в Бангладеш, Бутане, Камбодже, Китае, Индии, Индонезии, Лаосе, Малайзии, Мьянмы, Непале, Пакистане, Филиппинах, Сингапуре, Тайване, Таиланде и Вьетнаме. Залёт этого вида обнаружен на острове Рождества.
Подвид C. s. bocki с полуострова Малакка и островов Суматра и Борнео иногда считается отдельным видом.

## Биотопы
Населяет горные вечнозелёные леса, особенно лиственные. В Индии поднимается в горы до 900—2700 метров, в Непале — до 3000 м, на Суматре и Борнео — до 900—1600 м.

## Поведение
Крики этого вида слышны летом, особо часто эта кукушка кричито файле после заката.

## Размножение
Гнездовой паразит. Её яйца обнаруживали в гнёздах 36 видов птиц (так как в списке дважды упоминаются формы, которые сейчас рассматриваются как подвид также перечисленных видов). Окраска яиц бывает двух основных типов. Однотонно голубые яйца встречаются в гнёздах Garrulax, Myophonus, Zoothera, Actinodura, а   в гнёздах Arachnothera magna, Stachyris, Lanius, Muscicapa, Cettia и других видов обнаружены зеленовато-коричневые яйца. Яйца этой «морфы» мельче (26,3х18.5 мм, n=150), чем голубые (29,0х20.5 мм, n=33).
1. Actinodura nipalensis — Непальская сибия
2. Alcippe nipalensis[англ.]
3. Arachnothera longirostra — Белогорлая нектарница-пауколовка
4. Arachnothera magna[англ.]
5. Brachypteryx leucophris
6. Brachypteryx nipalensis[англ.][8]
7. Cettia fortipes[англ.]
8. Garrulax pectoralis[англ.]
9. Garrulax phoeniceus[англ.]
10. Garrulax cineraceus[англ.]
11. Garrulax lineatus
12. Garrulax rufogularis[англ.]
13. Garrulax nigrimentum[англ.][9]
14. Garrulax mitratus[англ.]
15. Garrulax erythrocephalus[англ.]
16. Garrulax monileger[англ.]
17. Garrulax subcaerulatus[англ.][10]
18. Geokichla citrina[англ.]
19. Lanius cristatus
20. Lanius nigriceps[англ.][11]
21. Leiothrix lutea
22. Muscicapa hodgsoni
23. Muscicapa macgregoriae[англ.]
24. Muscicapa parva
25. Muscicapa rubeculoides[англ.]
26. Myophonus caeruleus
27. Pellorneum ignotum[англ.][12]
28. Pellorneum ruficeps
29. Pomatorhinus erythrogenys[англ.]
30. Pycnonotus cafer
31. Stachyris nigriceps[англ.]
32. Stachyris ruficeps[англ.]
33. Stachyris rufifrons[англ.]
34. Suya khasiana[англ.][13]
35. Turdoides sp.
36. Turdus dauma
37. Yuhina flavicollis
38. Yuhina occipitalis